# Mara (Itálie)
Mara (sardinsky: Màra) je italská obec (comune) v provincii Sassari v regionu Sardinie. Nachází se ve výšce 257 metrů nad mořem a má 527 obyvatel. Rozloha obce je 18,64 km².